# John Stuart Foster
Pour les articles homonymes, voir Foster.
John Stuart Foster FRS FRSC (30 mai 1890 - 9 septembre 1964) est un physicien canadien .

## Biographie
Né à Clarence, en Nouvelle-Écosse, il complète son Ph.D. à l'Université Yale avec une thèse sur les premières mesures de l'effet Stark dans l'Hélium. En 1924, il est nommé professeur adjoint à l'Université McGill de Montréal, où il enseigne la physique. Il devient professeur agrégé en 1930.
Pendant la Seconde Guerre mondiale, il sert comme officier de liaison pour le Conseil national de recherches, travaillant au laboratoire de rayonnement du MIT sur la recherche et le développement de radars. Il développe une antenne radar à balayage rapide qui est connue sous le nom de « scanner Foster ».
Il revient à McGill en 1944, où il dirige la construction d'un cyclotron de 100 MeV. Cet instrument est mis en service en 1949. À l'époque, c'est le deuxième plus grand au monde. De 1952 à 1954, il est directeur du département de physique à McGill. Il est décédé à Berkeley, en Californie.
Le laboratoire de rayonnement et cyclotron John Stuart Foster à McGill est nommé en son honneur en 1964 et cela est gravé sur le côté du bâtiment maintenant connu sous le nom de bâtiment MH Wong.
Son fils, John S. Foster Jr., est diplômé de l'Université de Californie en 1948, puis devient directeur du Laboratoire national Lawrence Livermore, directeur de la recherche et de l'ingénierie de la défense pour le département américain de la Défense et vice-président de TRW, Inc.
Il est membre de la Société royale du Canada en 1929, reçoit la médaille Levy, du Franklin Institute en 1930 et la Médaille Henry Marshall Tory, en 1946. Il est élu membre de la Royal Society en 1935. 
Le cratère Foster sur la Lune porte son nom.